# Oleksandr Kotowytsch
Oleksandr Wolodymyrowytsch Kotowytsch (ukrainisch Олександр Володимирович Котович, englische Transkription Oleksandr Kotovych; * 6. November 1961 in Wyschhorod, USSR, Sowjetunion) ist ein ehemaliger ukrainischer Leichtathlet, der sich auf den Hochsprung spezialisiert hat der für die Sowjetunion an den Start ging. Seinen größten Erfolg feierte er mit dem Gewinn der Silbermedaille bei den Halleneuropameisterschaften 1985 in Piräus.

## Sportliche Laufbahn
Erste internationale Erfahrungen sammelte Oleksandr Kotowytsch vermutlich im Jahr 1985, als er bei den Halleneuropameisterschaften in Piräus mit übersprungenen 2,30 m die Silbermedaille hinter dem Schweden Patrik Sjöberg gewann. Im Sommer belegte er bei der Sommer-Universiade in Kōbe mit 2,26 m den fünften Platz. Im Jahr darauf gelangte er bei den Halleneuropameisterschaften in Madrid mit 2,24 m auf den zehnten Platz und 1989 beendete er seine aktive sportliche Karriere im Alter von 28 Jahren.